# Abd al-Rahman Munif
ʿAbd al-Raḥmān Munīf (árabe: عبد الرحمن منيف) (Amán, Jordania; 29 de mayo de 1933 - Damasco, Siria; 24 de enero de 2004) fue un político y novelista árabe, caracterizado entre los más sobresalientes por haber usado técnicas narrativas modernas.

## Biografía
ʿAbd al-Raḥmān Munīf nació en Amán, el 29 de mayo de 1933, hijo de padre saudí y madre iraquí. Tras terminar sus estudios secundarios en Jordania, inicia sus estudios de derecho en la Universidad de Bagdad en 1952. Ahí encuentra una intensa actividad política: en la universidad existían diversos grupos políticos que abarcaban un amplio espectro de ideologías que iban de los comunistas hasta los conservadores probritánicos, es ahí cuando Munīf decide hacerse miembro del Partido Árabe Socialista Baaz. Su nacionalidad saudita lo convirtió en una figura preciada en un movimiento de ambiciones pan-árabes, dándole desde sus inicios una posición ventajosa en la joven organización. Sin embargo, en 1955, el régimen de Nuri al-Said firmó el Pacto de Bagdad con Gran Bretaña, Turquía, Irán y Pakistán, provocando una serie de protestas en la región, y Munīf fue expulsado de Irak debido a sus actividades políticas sin haber terminado sus estudios. Continuó éstos en Egipto, en la Universidad de El Cairo, donde obtiene su título en 1957. Durante estos años Munīf presencia la nacionalización del canal de Suez y la invasión anglo-francesa-israelí de 1956. En 1958 obtiene una beca del Partido Baaz para realizar estudios en Yugoslavia, a donde fue para realizar un doctorado en Economía especializado en economía del petróleo en la Universidad de Belgrado, que completó en 1961.
Al término de sus estudios Munīf se estableció en Beirut trabajando para la oficina central del Partido Baaz por alrededor de un año. Munīf criticó la brutalidad de la toma de poder casi simultáneamente en Irak y en Siria por parte del Partido Baaz en la primavera de 1963, lo que le valió que el gobierno de Salih al-Sa’di le negara la entrada a Irak justo cuando el gobierno saudí había decidido despojarle su nacionalidad saudí al considerarle como una amenaza al reino. En otoño de ese mismo año, un contragolpe sacó al régimen del Partido Baaz del poder en Irak, por lo cual Munīf fue a Siria, en donde aún el partido conservaba el poder. Ahí trabajó para el Ministerio del Petróleo durante casi una década, entre 1964 y 1973. Gradualmente se hizo crítico del partido, en especial desde la Conferencia de Homs en 1962 la cual estuvo marcada por diferencias entre la práctica y visión del partido, hasta que renunció en 1965. Su primer libro, El principio de la asociación y nacionalización del petróleo árabe (مبدأ المشاركة وتأمين البترول العربي, Mabda' al-musharakah wa-ta’mim al-bitrol al-arabi), publicado en Beirut en 1972 consistió en un estudio documentado del futuro de la industria del petróleo, el cual sentaría las bases de la política llevada a cabo por el Partido Baaz en Irak. En 1973 publica su primera novela Los árboles y el asesinato de Marzuq (الأشجار واغتيال مرزو, Al-ashjar wa-ightiyal Marzuq), la cual fue bien recibida y lo que permitió a Munif a dejar su trabajo del Ministerio del Petróleo en Damasco para mudarse a Beirut y trabajar como periodista. En 1975, se establece en Bagdad, en donde trabajó para la Oficina de Relaciones Económicas del Concejo del Comando Revolucionario, entre 1975 y 1981. Fue hecho miembro del prestigioso liderazgo pan-árabe de la confederación Baaz y puesto a cargo como redactor jefe de la revista mensual técnica de Petróleo y desarrollo (النفط والتنمية, al-Naft wa al-Tanmiyya), la cual era financiada por el gobierno iraquí. Además, publicó una secuela a su estudio previo de la industria del petróleo, La nacionalización del petróleo árabe (تأمين البترول العربي, Tamin al-bitrul al-arabi). Munīf formó una amistad con el escritor palestino Jabra Ibrahim Jabra, quien le entusiasmó a continuar con sus proyectos literarios y con quien escribió un libro, Un mundo sin mapas (عالم بلا خرائ, Alam bi-la kharait).  Permaneció en Bagdad hasta el inicio de la guerra entre Irán e Irak.
Durante la década de 1980 se dedicó exclusivamente a la literatura.  Entre 1981 y 1986 vivió en el exilio en Boulogne-Billancourt, Francia, tras lo cual decide mudarse junto con su familia a Siria, donde permanece hasta su muerte en Damasco el 24 de enero de 2004.

## Obra
La libertad del individuo bajo condiciones dictatoriales es tema recurrente de su obra.  Fue reconocido por sus parodias críticas a las clases dominantes de Medio Oriente, especialmente a aquellas de Arabia Saudita, país que le censuró en 1999 la pentalogía Ciudades de sal (مدن الملح).  Siendo profundo conocedor del mundo de la industria petrolera, criticó a los empresarios que la administraban y a los políticos a quienes éstos servían. 

## Obras

### Novela
- Los árboles y el asesinato de Marzuq (الأشجار واغتيال مرزوق, Al-ashjar wa-ightiyal Marzuq, 1973)
- Una historia de amor magi (قصة حب مجوسية, Qissat hubb majusiyya, 1974)
- Al este del Mediterráneo (شرق المتوسط, Sharq al-mutawassit, 1975)
- Cuando abandonamos el puente (حين تركنا الجسر, Hina tarakna al-jisr, 1976)
- Finales (النهايات, al-Nihayat, 1978)
- Carrera de larga distancia (سباق المسافات الطويلة, Sibaq al-masafat al-tawilah, 1979)
- Un mundo sin mapas (عالم بلا خرائئ, Alam bi-la kharait, 1982), en colaboración con Jabra Ibrahim Jabra.
- Pentalogía de Ciudades de sal (مدن الملح, Mudun al-milh, 1984–1989)
  - El desierto (التيه, al-Tih, 1984)
  - La trinchera (الأخدو, al-Ukhdud, 1985)
  - Variaciones sobre la noche y el día (تقاسيم الليل والنهار, Taqasim al-layl wa-n-nahar, 1989)
  - Los desarraigados (المنبت, al-Manbat, 1989)
  - Desierto de oscuridad (بادية الظلمات, Badiyat az-zulumat, 1989)
- Aquí y ahora, o al este del Mediterráneo otra vez (الآن... هنا، أو شرق المتوسّط مرّة أخر, Al-An… huna, aw sharq al-mutawassit marra ukhra, 1991)
- Trilogía de La tierra oscura (أرض السواد, Ard as-sawad, 1999)

### Ensayos
- El escritor y el exilio: temas y perspectivas sobre la novela árabe (الكاتب والمنفى - هموم وآفاق الرواية العربية, Al-katib wal-manfa – Humum wa-afaq ar-riwaya al-arabiyya, 1992)
- Una memoria para el futuro (ذاكرة للمستقبل, Dhakira lil-mustaqbal, 2001)

### Autobiografía
- Historia de una ciudad - Una infancia en Amman (سيرة مدينة - عمان في الأربعينا, Sirat madina – Amman fi l-arba'inat, 1994)

### Análisis sociopolíticos y económicos
- El principio de la asociación y nacionalización del petróleo árabe (مبدأ المشاركة وتأمين البترول العربي, Mabda' al-musharakah wa-ta’mim al-bitrul al-arabi, 1972)
- Petróleo árabe, asociación y nacionalización (البترول العربي، مشاركة أو التأمين, Al-bitrul al-arabi, musharaka aw at-tamin, 1975)
- La nacionalización del petróleo árabe (تأمين البترول العربي, Tamin al-bitrul al-arabi, 1976)
- Democracia primero, democracia siempre (الديمقراطية أوّلاً الديمقراطية دائما, Al-dimuqratiyya awwilan al-dimuqratiyya da'iman , 1992)
- Entre la cultura y la política (بين الثقافة والسياسة, Bayna al-thaqafa wal-siyasa, 1998)